# Thestius lycabas
Thestius lycabas is een vlinder uit de familie van de Lycaenidae. De wetenschappelijke naam van de soort werd als Papilio lycabas in 1777 gepubliceerd door Pieter Cramer.

## Synoniemen
- Thecla ocrida Hewitson, 1868